# Rikke Viemose
Rikke Viemose (født 1969 i Aarhus) er en dansk journalist, litterat, debattør og forfatter. Uddannet journalist fra Danmarks Journalisthøjskole og BA i Litteraturvidenskab og Moderne Kultur fra Københavns Universitet. Litteraturskribent for Jyllands-Posten.
Medstifter af litteraturtidsskriftet Ildfisken i 1991-1994, hvor hun introducerede nye danske forfattere gennem interviews og publicering af litterære bidrag i tidsskriftet.
Korrespondent for Kristeligt Dagblad i Moskva 1995-1997. Freelancejournalist i Washington D.C. 2009-2013, hvor hun rapporterede om amerikanske forhold og litteratur for bl.a. Dagbladet Information og DR P1 og virkede som fast bidragyder og producent på Radio24syvs program Globus USA. Under opholdet i USA fik Viemose kendskab til boghandlen Politics & Prose og deres praksis med forfatterarrangementer. Det inspirerede hende til at købe boghandlen Thiemers Magasin i København i 2013, som hun ejede frem til 2020. Her skabte hun et levende litterært miljø med forfatterevents, saloner, skrivekurser og læseklubber. Sad i samme periode i juryen for debutantprisen på Bogforum og i bestyrelsen for litteraturfestivalen Kbh Læser.
Rikke Viemose er gift med journalist David Trads med hvem hun har to børn.